# Nicator vireo
Conquistador-de-garganta-amerela ou tuta-picanço-de-garganta-amarela (Nicator vireo) é uma espécie de ave da família Nicatoridae.
Pode ser encontrada nos seguintes países: Angola, Camarões, República Centro-Africana, República do Congo, República Democrática do Congo, Guiné Equatorial, Gabão e Uganda.
Os seus habitats naturais são: florestas subtropicais ou tropicais húmidas de baixa altitude.